# 维克苏蒂勒
维克苏蒂勒（法語：Vic-sous-Thil，法語發音：[vik su til]）是法国科多尔省的一个市镇，属于蒙巴尔区。

## 地理
维克苏蒂勒（47°22'12"N, 4°18'34"E）面积21.34 平方千米，位于法国勃艮第-弗朗什-孔泰大區科多尔省，该省份为法国中东部省份，北起奥布省，西接涅夫勒省和约讷省，南至索恩-卢瓦尔省，东南接汝拉省，东临上索恩省，东北部与上马恩省接壤。
与维克苏蒂勒接壤的市镇（或旧市镇、城区）包括：普雷西苏蒂勒、拉莫特泰尔南、艾西苏蒂勒、丰唐日、瑞耶奈、欧苏瓦地区蒙莱、楠苏蒂勒。

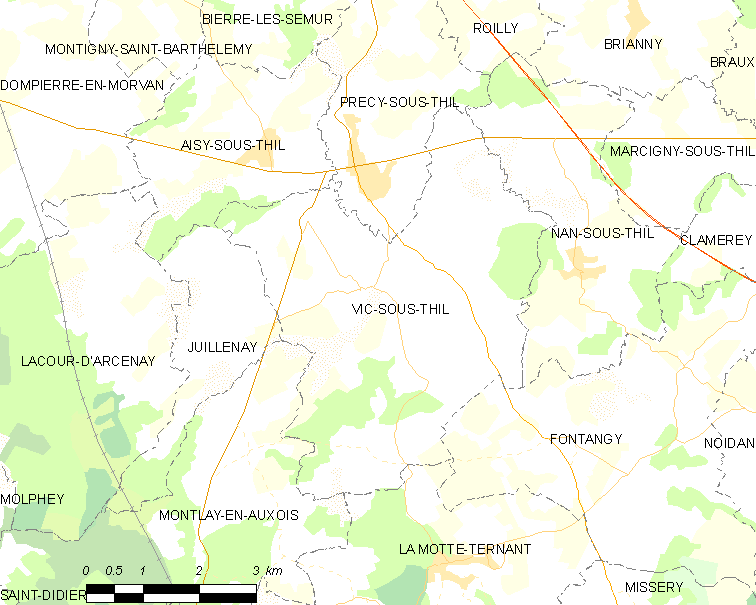
维克苏蒂勒的OSM定位图

维克苏蒂勒的时区为UTC+01:00、UTC+02:00（夏令时）。

## 行政
维克苏蒂勒的邮政编码为21390，INSEE市镇编码为21678。

## 政治
维克苏蒂勒所属的省级选区为欧苏瓦地区瑟米尔县。

## 人口

1962-2008年间维克苏蒂勒人口变化图示

维克苏蒂勒于2022年1月1日时的人口数量为186人。